# Варденіський хребет
Варденіський хребет (також Південногокчинський хребет; вірм. Վարդենիսի լեռնաշղթա) — гірський хребет у Вірменії, розташований на Вірменському нагір'ї і замикає з півдня  Севанську улоговину.
Довжина хребта становить близько 35км. Найвища точка — гора Варденіс (3522 м), розташована у східній частині хребта. Хребет складний переважно базальтами і андезитами. На схилах переважають гірські ксерофіти степу, вище — альпійські луки. З хребта беруть початок річки: Ехегіс, Астхадзор, Мартуні, Варденіс.